# Acicula lineata
Acicula lineata е вид охлюв от семейство Aciculidae. Видът не е застрашен от изчезване.

## Разпространение и местообитание
Разпространен е в Австрия, Германия, Италия, Лихтенщайн, Франция и Швейцария.
Обитава гористи местности, склонове и ливади.